# مهدئ
المهدئ أو المسكن هو مادة تسبب التركين عن طريق تقليل التهيج أو الإثارة. إن المواد المركنة هي مثبطات للجهاز العصبي المركزي وتتفاعل مع نشاط الدماغ مسببة تباطؤه. يمكن تمييز أنواع مختلفة من المهدئات لكن معظمها يؤثر على الناقل العصبي حمض جاما أمينوبوتيريك المعروف بالغابا (بالإنجليزية: GABA)‏. على الرغم من حقيقة أن كل مهدئ يعمل بطريقته الخاصة فإن معظمها ينتج تأثيرات الاسترخاء عن طريق زيادة نشاط الغابا GABA.
هذه المجموعة مرتبطة بالمنومات. يصف المصطلح المهدئ الأدوية التي تعمل على تهدئة أو تخفيف القلق بينما يصف المصطلح منوم الأدوية التي يتمثل هدفها الرئيسي في بدء النوم أو إدامته أو إطالته. نظرًا لأن هاتين الوظيفتين تتداخلان كثيرًا ولأن الأدوية في هذه الفئة تنتج عمومًا تأثيرات تعتمد على الجرعة (تتراوح من إزالة القلق إلى فقدان الوعي) فإنه غالبًا ما يشار إليها مجتمعة باسم الأدوية المهدئة والمنومة.
يمكن إساءة استخدام المهدئات لإنتاج تأثير مهدئ بشكل مفرط (يعتبر الكحول هو المهدئ الكلاسيكي والأكثر شيوعًا). في حالة تناول جرعة زائدة أو إذا تم دمجه مع مهدئ آخرفإن العديد من هذه الأدوية يمكن أن تسبب فقدانًا عميقًا للوعي وحتى يمكن أن تصل إلى الموت.

## المصطلح
هناك بعض التداخل بين المصطلحين «مهدئ» و «منوم».
سمحت التطورات في علم الأدوية باستهداف أكثر تحديدًا للمستقبلات وانتقائية أكبر للعوامل الأمر الذي يتطلب دقة أكبر عند وصف هذه العوامل وتأثيراتها:
- يشير مزيل القلق (بالإنجليزية: Anxiolytic)‏ تحديدًا إلى التأثير على القلق. (ومع ذلك يمكن أن تكون بعض البنزوديازيبينات قادرة على إحداث التأثيرات الثلاثة معا جميعا وبالتالي فهي تعتبر في نفس الوقت مهدئات ومنومات ومزيلات القلق).
- يمكن أن يشير المهدئ (بالإنجليزية: Tranquilizer)‏ إلى مزيلات القلق أو مضادات الذهان.
- إن الحبوب المنومة (بالإنجليزية: Soporific)‏ وحبوب النوم هي من المرادفات القريبة للمنومات (بالإنجليزية: hypnotics)‏.

### مصطلح «الهراوة الكيميائية»
يستخدم المصطلح «الهراوة الكيميائية» (المضرب) في بعض الأحيان بشكل شائع لوصف المسكنات القوية خاصةً لما يلي:
- توزيع الأدوية المضادة للذهان على نطاق واسع في الرعاية السكنية لتسهيل إدارة الأشخاص المصابين بالخرف.[5]
- استخدام ميثيلفينيديت لتهدئة الأطفال الذين يعانون من اضطراب نقص الانتباه وفرط النشاط على الرغم من المفارقة أن هذا الدواء معروف بأنه منبه.
  - انظر أيضًا الجدل حول مضادات الذهان

### أنواع المهدئات
- الباربيتورات

- - بنزيل بيوتيل باربيتورات
  - بوتالبيتال
  - أموباربيتال
  - بنتوباربيتال
  - سيكوباربيتال
  - ثيوبنتال الصوديوم
  - الفينوباربيتال

- البنزوديازيبينات

- - كلونازيبام
  - ديازيبام
  - إستازولام
  - فلونيترازيبام
  - لورازيبام
  - ميدازولام
  - نترازيبام
  - أوكسازيبام
  - تريازولام
  - تيمازيبام
  - كلورديازيبوكسيد
  - ألبرازولام
  - كلوبازام
  - كلورازيبات
  - إتيزولام

- المنومات غير البنزوديازيبينية
  - إزوبيكلون
  - زاليبلون
  - زولبيديم
  - زوبيكلون
- الجيل الأول من مضادات الهيستامين

- - ديفينهيدرامين
  - ديمينهيدرينات
  - دوكسيلامين
  - بروميثازين
  - هيدروكسيزين
  - برومفينيرامين
  - كلورفينيرامين

- التخدير العام

- - أكسيد النيتروز
  - سيفوفلوران
  - هالوثان
  - زينون
  - إنفلوران
  - كلوروفورم
  - إيزوفلورين
  - ميثوكسي فلوران
  - ديسفلوران
  - كلوريد الإيثيل
  - سيكلوبروبان
  - الكلورال هيدرات
  - كيتامين
  - إسكيتامين
  - إتوميديت
  - بروبوفول
  - كلوروبوتانول

- المهدئات العشبية

- - دوبويزيا هوبوود
  - البابونج
  - بروستانثيرا سترياتيفلورا
  - النعناع البري
  - الكافا (بايبر ميثيستيكوم)
  - حشيشة الهر
  - القنب
  - باسيفلورا (باسيفلورا إنكارناتا)
  - فيسوشلاينا - ولا سيما فيسوشلاينا انفونديبيولاريس
  - فاليدول

- ميثاكوالون ونظائره

- - أفلوكالون
  - كلوروكوالون
  - ديبروكوالون
  - إيتاكوالون
  - ميثاكوالون
  - ميثيل ميثاكوالون
  - مبروكوالون
  - ميكلوكالون
  - نتروميثاكوالون

- مرخيات العضلات الهيكلية

- - باكلوفين
  - ميبروبامات
  - كاريسوبرودول
  - سيكلوبنزابرين
  - ميتاكسالون
  - ميثوكاربامول
  - تيزانيدين
  - كلونيدين
  - كلورزوكسازون
  - أورفينادرين
  - جابابنتين
  - بريجابالين

- المواد الأفيونية التأثير

- - ترامادول
  - تابنتادول
  - مورفين
  - ديامورفين
  - هيدرومورفون
  - أوكسيمورفون
  - أوكسيكودون
  - هيدروكودون
  - ميثادون
  - بروبوكسيفين
  - ميبيريدين
  - فنتانيل
  - كوديين
  - كارفينتانيل
  - ريميفنتانيل
  - إلفنتانيل
  - سوفنتانيل
  - الأفيون

- مضادات الاكتئاب

- - أميتريبتيلين
  - ترازودون
  - ميرتازابين
  - دوكسيبين
  - ديسيبرامين
  - إيميبرامين
  - كلوميبرامين
  - اموكسابين
  - تريميبرامين
  - نورتريبتيلين
  - نيفازودون

- مضادات الذهان

- - أولانزابين
  - كلوزابين
  - ثيوثيكسين
  - هالوبيريدول
  - فلوفينازين
  - بروكلوربيرازين
  - تريفلوبيرازين
  - لوكسابين
  - كويتيابين
  - أسينابين

- مركبات آخرى

- - 2- ميثيل - 2 - بيوتانول (2M2B)
  - الإيثانول
  - جلوتيثيميد
  - حمض جاما هيدروكسي بيوتيريك
  - ديكستروميثورفان
  - ديكسميديتوميدين

## الاستخدام العلاجي
غالبًا ما يقوم الأطباء بإعطاء المهدئات للمرضى من أجل تخفيف قلق المريض المتعلق بالإجراءات المؤلمة أو المثيرة للقلق. على الرغم من أن المهدئات لا تخفف الألم في حد ذاتها إلا أنها يمكن أن تكون مساعدًا مفيدًا للمسكنات في تحضير المرضى للجراحة وعادة ما يتم إعطاؤها للمرضى قبل التخدير أو قبل الإجراءات الأخرى غير المريحة والجائرة مثل قسطرة القلب أو تنظير القولون أو التصوير بالرنين المغناطيسي.

## المخاطر

### الاعتياد على المهدئ
يمكن أن تسبب بعض المهدئات اعتيادا نفسيًا وجسديًا عند تناولها بانتظام على مدى فترة من الزمن حتى عند الالتزام بالجرعات العلاجية. إن المستخدمون الذين تطور لديهم اعتيادا على المهدئ قد يصابون بأعراض انسحاب تتراوح من الأرق إلى التشنجات والموت. عندما يصبح المستخدمون معتادين نفسياً فإنهم يشعرون كما لو أنهم بحاجة إلى الدواء ليقوموا بالعمل الرغم من أن الاعتياد الجسدي لا يحدث بالضرورة لا سيما مع فترة استخدام قصيرة. في كلا النوعين من الاعتياد يصبح العثور على المخدر واستخدامه هو محور الحياة. يمكن تدبير كل من الاعتماد الجسدي والنفسي بالمعالجة المخصصة لذلك.

### سوء الاستخدام
يمكن إساءة استخدام العديد من المهدئات لكن الباربيتورات والبنزوديازيبينات مسؤولة عن معظم مشاكل الاستخدام المهدئ بسبب استخدامها الترفيهي أو غير الطبي على نطاق واسع. الأشخاص الذين يجدون صعوبة في التعامل مع التوتر أو القلق أو الأرق قد يفرطون في استخدام المهدئات أو يعتمدون عليها. قد يتناول بعض متعاطي الهيروين هذه المهدئات إما لتكملة مخدرهم أو كبديل له. قد يأخذ مستخدمو المنشطات المهدئات لتهدئة التوتر المفرط. يأخذ آخرون المهدئات بشكل ترفيهي للاسترخاء ونسيان مخاوفهم. تُعد الجرعة الزائدة من الباربيتورات عاملاً مسببا في ما يقرب من ثلث الوفيات المرتبطة بالمخدرات المبلغ عنها. تشمل هذه حالات الانتحار والتسمم العرضي للمخدرات. تحدث الوفيات العرضية أحيانًا عندما يكرر المستخدم المرتبك والمصاب بالنعاس الجرعات أو عند تناول المهدئات مع الكحول.
وجدت دراسة تمت في الولايات المتحدة أنه في عام 2011 كانت المهدئات والمنومات مصدرًا رئيسيًا للأحداث الضارة المتعلقة بالعقاقير(بالإنجليزية: adverse drug events (ADEs))‏ التي شوهدت في المستشفى: ما يقرب من 2.8% من جميع الأحداث الضارة المتعلقة بالعقاقير الموجودة عند الدخول و 4.4% من الأحداث الضارة المتعلقة بالعقاقير التي تحدث أثناء الوجود في المستشفى بسبب عقار مهدئ أو منوم. أشارت دراسة ثانية إلى أنه تم الإبلاغ عن إجمالي 70982 حالة تعرض للمهدئات في مراكز مكافحة السموم الأمريكية في عام 1998 منها 2310 (3.2%) نتج عنها سمية كبيرة و 89 (0.1%) أدت إلى الوفاة. حوالي نصف جميع الأشخاص الذين تم إدخالهم إلى غرف الطوارئ في الولايات المتحدة نتيجة للاستخدام غير الطبي للمهدئات لديهم وصفة طبية مشروعة للدواء لكنهم تناولوا جرعة زائدة أو دمجوها مع الكحول أو المخدرات الأخرى.
هناك أيضًا تفاعلات متناقضة خطيرة قد تحدث بالتزامن مع استخدام المهدئات والتي تؤدي إلى نتائج غير متوقعة لدى بعض الأفراد. يقدر مالكولم ليدر من معهد الطب النفسي في لندن حدوث هذه التفاعلات الضائرة بحوالي 5% حتى في الاستخدام قصير الأمد للعقاقير. قد تتكون ردود الفعل المتناقضة من حدوث الاكتئاب مع أو بدون ميول انتحارية والرهاب والعدوانية والسلوك العنيف والأعراض التي يتم تشخيصها خطأ في بعض الأحيان على أنها ذهان.

### مخاطر الجمع بين المهدئات والكحول
يتم الجمع بين المهدئات والكحول أحيانًا بشكل ترفيهي أو بلا مبالاة. نظرًا لأن الكحول هو عامل اكتئاب قوي يبطئ وظائف المخ ويثبط التنفس، فإن المادتين تعملان على مضاعفة أفعال بعضهما البعض ويمكن أن يكون هذا المزيج قاتلًا.

### تفاقم الأعراض النفسية
قد يكون لاستخدام البنزوديازيبينات على المدى الطويل تأثير مماثل على الدماغ مثل الكحول كما أن البنزوديازيبينات متورطة في الاكتئاب والقلق واضطراب ما بعد الصدمة (بالإنجليزية: PTSD)‏ والهوس والذهان واضطرابات النوم والعجز الجنسي والهذيان والاضطرابات العصبية المعرفية (بما في ذلك الخرف المستمر الناجم عن البنزوديازيبين والذي يستمر حتى بعد إيقاف الأدوية). كما هو الحال مع الكحول يُعتقد أن تأثيرات البنزوديازيبين على الكيمياء العصبية مثل انخفاض مستويات السيروتونين والنورادرينالين هي المسؤولة عن آثارها على الحالة المزاجية والقلق. بالإضافة إلى ذلك يمكن أن تسبب البنزوديازيبينات أو تفاقم بشكل غير مباشر الأعراض النفسية الأخرى (على سبيل المثال المزاج والقلق والذهان والتهيج) عن طريق تدهور النوم (أي اضطراب النوم الناجم عن البنزوديازيبين). مثل الكحول تُستخدم البنزوديازيبينات بشكل شائع لعلاج الأرق على المدى القصير (سواء الموصوفة أو ذاتية العلاج) ولكنها تزيد من سوء النوم على المدى الطويل. في حين أن البنزوديازيبينات يمكن أن تجعل الناس ينامون ولكن أثناء النوم فإن الأدوية تعطل بنية النوم: تقلل وقت النوم وتعمل على تأخير وقت نوم حركة العين السريعة وتقليل نوم الموجة البطيئة العميقة (الجزء الأكثر تجديدًا من النوم لكل من الطاقة والمزاج)

### الخرف
يجب تجنب المهدئات والمنومات عند الأشخاص المصابين بالخرف وفقًا لأداة ملاءمة الدواء للظروف الصحية المرضية المشتركة في معايير الخرف. يمكن أن يؤدي استخدام هذه الأدوية إلى إعاقة الوظيفة الإدراكية للأشخاص المصابين بالخرف والذين يكونون أيضًا أكثر حساسية للآثار الجانبية للأدوية.

### فقدان الذاكرة
يمكن أن تترك المهدئات المريض في بعض الأحيان في حالة فقدان ذاكرة طويل الأمد أو قصير الأمد. إن دواء لورازيبام هو أحد هذه العوامل الدوائية التي يمكن أن تسبب فقدان الذاكرة المتقدم. إن مرضى وحدة العناية المركزة الذين يتلقون جرعات أعلى لفترات أطول عادة عن طريق التسريب الوريدي هم أكثر عرضة للإصابة بهذه الآثار الجانبية بالإضافة إلى ذلك فإن الاستخدام المطول للمهدئات يزيد من خطر الإصابة باضطراب الوسواس القهري حيث يصبح الشخص غير مدرك لما إذا كان قد أجرى نشاطًا مجدولًا أم لا وقد يؤدي أيضًا مهامًا متكررة ولا يزال يعيد أداء نفس المهمة في محاولة للتجميل للشكوك المتواصلة. يصبح تذكر الأسماء التي كانت معروفة سابقًا مشكلة بحيث يصبح فقدان الذاكرة واضحًا.

### زوال الضوابط والجريمة
إن المهدئات - الأكثر شيوعا الكحول ولكن أيضا جاما هيدروكسي بيوتيريت والفلونيترازيبام (الروهيبنول) وإلى حد أقل تيمازيبام المعروف تجاريا باسم (بالإنجليزية: Restoril)‏ وميدازولام المعروف تجاريا باسم (بالإنجليزية: Versed)‏ - تم الإبلاغ عنها كأدوية مخدرة يتم استخدامها في عمليات الاغتصاب في إطار المواعدة (حيث تسمى هذه الأدوية أيضا باسم ميكي (بالإنجليزية: Mickey)‏) حيث تعطى إلى الضحايا المطمئنين في الحانات أو الضيوف في الحفلات ليتناولوها مما يقلل من دفاعات الضحايا المقصودين. تستخدم هذه الأدوية أيضًا في سرقة الأشخاص.
تشير المراجعات الإحصائية إلى أن استخدام المشروبات المهدئة لسرقة الناس هو في الواقع أكثر شيوعًا من استخدامها للاغتصاب. كما تم الإبلاغ عن حالات لمجرمين أخذوا الروهيبنول بأنفسهم قبل ارتكابهم للجرائم[بحاجة لمصدر] لأن فقدان الضوابط الناجم عن تأثير المواد المخدرة قد يزيد من ثقتهم بارتكاب الجريمة وفقدان الذاكرة الناتج عن المخدرات يجعل من الصعب على الشرطة استجوابهم إذا تم القبض عليهم.